# John Swainson
John Burley Swainson, född 31 juli 1925 i Windsor, Ontario, död 13 maj 1994 i Manchester, Michigan, var en amerikansk politiker (demokrat). Han var guvernör i delstaten Michigan 1961–1963.
Swainson kom två år gammal till USA från Kanada med sina föräldrar. Fadern John A.C. Swainson var elektor för Lyndon B. Johnson i presidentvalet i USA 1964.
Swainson deltog i andra världskriget i USA:s armé och förlorade båda benen i kriget. Han träffade sin blivande hustru Alice Nielsen under studietiden vid Olivet College i Michigan. Paret fick två barn.
Swainson studerade juridik i North Carolina och inledde sedan sin politiska karriär i Michigan. Han var delstatens viceguvernör 1959–1961 och tillträdde därefter guvernörsämbetet 35 år gammal. Utmanaren George W. Romney besegrade Swainson i guvernörsvalet 1962.
Swainson tjänstgjorde som domare i Michigans högsta domstol 1971–1975 men avgick efter att ha blivit fast för mened. Han anklagades även för mutbrott men frikändes på den punkten.